# Ajawa jezik
Ajawa jezik (aja, ajanci; ISO 639-3: ajw), izumrli čadski jezik koji se nekad govorio u nigerijskoj državi Bauchi. Bio je srodan današnjem živom jeziku miya [mkf].
Ajawa je izumro negdje između 1920. i 1940. godine. Pripadnici etničke skupine Ajawa danas govore hausa jezikom [hau].

## Vanjske poveznice
- Ethnologue (14th)
- Ethnologue (15th)